# Manitoba & Northwestern Hockey Association
Manitoba & Northwestern Hockey Association (kratica MNWHA) je bila profesionalna hokejska liga v Manitobi in Ontariu. Ustanovljena je bila leta 1903 in delovala eno sezono (1903/04), dokler se ni združila z Manitoba Hockey Association. Liga je bila pomembna pri zgodnjem razvoju hokeja na ledu v Kanadi. 

## Moštva
- Brandon Wheat Kings
- Portage la Prairie Plains
- Rat Portage Thistles

## Pregled sezon
V edini sezoni je prvenstvo osvojilo moštvo Rat Portage Thistles, ki je nato izzvalo moštvo Ottawa Hockey Club za Stanleyjev pokal. Ottawa je serijo dobila z 2-1 v zmagah. 